# Клекова Юлія Василівна
Юлія Василівна Клекова (Сидорова)  (нар. 16.02. 1947) — радянський та український стрілець, заслужений майстер спорту СРСР

## Біографія
Ю. В. Клекова (Сидорова) народилася 16 лютого 1947 року в м. Новомосковськ Тульської області РРФСР.
Стендовою стрільбою почала займатися у 1960 році, в 13 років.
Виступала за Всеармійське військово-мисливське товариство (м. Ростов-на-Дону, з 1973 року — м. Київ).
Триразова чемпіонка світу (1970, 1975, 1979 рр.). Срібний призер чемпіонату світу.
Чемпіонка Європи (1973. 1976, 1978, 1980 — особисто, 1973, 1976, 1977 — команда) . Срібний та бронзовий призер чемпіонатів Європи.
Чемпіонка СРСР 1969, 1970, 1972, 1973, 1975  років.

## Нагороди
- Почесна Грамота Президії Верховної Ради УРСР.

#### Звання
- Заслужений майстер спорту СРСР (1970 р,)